# Fernando Fuchs
Fernando Carlos Fuchs y Carrera (Lima, 9 de abril de 1871- ?) político e ingeniero peruano.

## Biografía
Nació en Lima como hijo de Pablo Fuchs Polack y Felipe Carrera y Tirado. Se educó en el Instituto de Lima, ingresando luego a la Escuela de Ingenieros de Lima de 1888 a 1892.
Fue ingeniero en diversas compañías mineras desde 1893 y profesor de la Escuela de Ingenieros de 1896 a 1924. Elegido diputado del Congreso por la provincia de Tambopata de 1913 a 1915, fue designado ministro de Estado en 1915 durante los años de la transición de gobierno de Óscar R. Benavides y José Pardo y Barreda.
Se casó en Lima con Angélica Anderson Perales con quien tuvo seis hijos. Una de sus hijas, Lucila Fuchs Anderson, se casaría con Carlos Leguía Ross, sobrino de Augusto Leguía, de quien después sería ministro.
Nombrado ministro de Hacienda y Comercio durante el gobierno de Augusto Leguía primero en 1919 y después en 1930, año de la caída de la etapa que es conocida como el Oncenio, gobierno por el cual sería agente financiero en Estados Unidos y Europa en 1921. Desde 1928 sería profesor de la Universidad de San Marcos y sería miembro del Consejo Consultivo de Economía Nacional en 1933.
Miembro de la Sociedad de Ingenieros del Perú, del Instituto Americano de Ingenieros de Minas y Metalurgistas y de la Sociedad Geológica del Perú. Asimismo sería miembro del Club Nacional y del Phoenix Club.